# Infern
|  | Per a altres significats, vegeu «Infern (desambiguació)». |

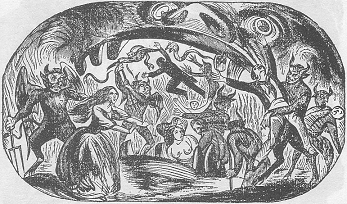
L'infern segons un romanç vuit-centista

En certes religions, l'infern és l'indret o estat on reposaria l'ànima de la persona un cop ha mort. El seu nom ve d'una paraula que en llatí significava "inferior", ja que es creia que estava a sota la Terra.
Ben aviat, però, l'infern va assolir un significat negatiu, ja que era el lloc on anaven a parar les ànimes condemnades després de la vida, a diferència del Paradís, lloc de l'eterna salvació. En llenguatge infantil l'infern és anomenat les "Calderes de Pere Botero". Cal remarcar que la concepció actual del que és l'infern ve donada per la barreja de diverses tradicions (incloent-hi alguns errors de traducció)

## La vida d'ultratomba a Grècia
Després de la vida terrenal les ànimes anaven a parar a l'Hades o al Tàrtar (sovint denominats Èreb en conjunt dels inferns), regions subterrànies amb els seus propis déus i lleis. El segon tenia un matís de càstig que no posseïa l'Hades, però les dues tradicions es van barrejar amb el pas del temps.
Per passar a l'altre món s'havia de creuar l'Estígia, un riu que feia perdre la memòria i separava l'esperit d'aquells que havia estimat en vida. L'Odissea proporciona una acurada descripció d'aquesta zona, ja que Ulisses descendeix als inferns, com faran molts altres herois grecs a la recerca del coneixement.

## La visió romana
La visió romana recull gran part de la mitologia grega sobre el tema. Se'n pot trobar un resum en l'obra literària de l'Eneida de Virgili. L'infern estava dividir en 4 zones principals, cadascuna amb els seus personatges. No hi havia només les ànimes condemnades, com passarà després, sinó que inclou descripcions paradisíaques i horribles a parts iguals. Comença a ser evident que els actes en vida repercuteixen després de la mort.
Destaca el regnat del déu Plutó i la presència de les Parques, criatures que tallen el fil de la vida de cada persona i, per tant, estan lligades al destí.

## L'infern al judaisme

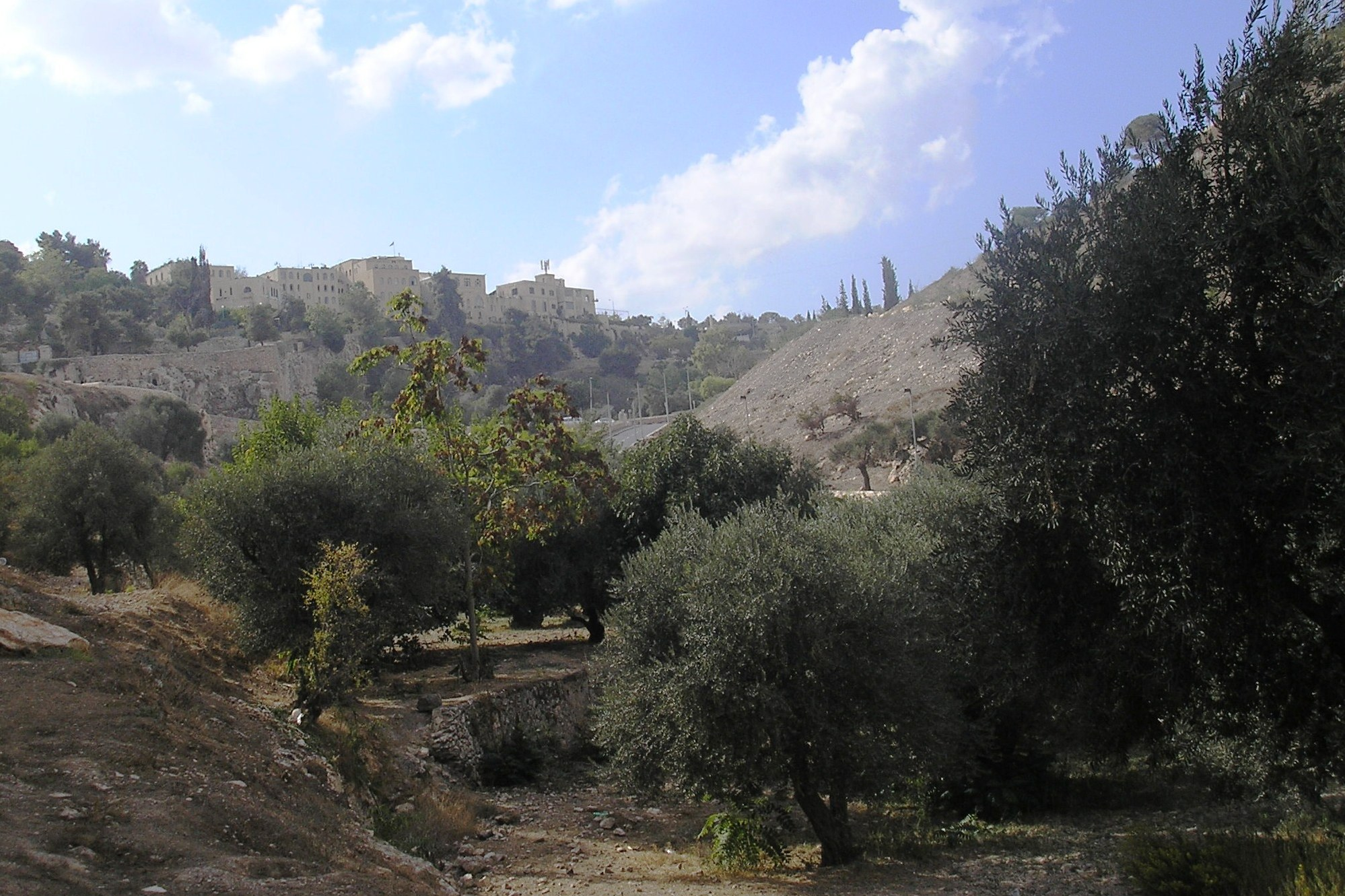
"Infern": Gehenna, 2007

Al judaisme l'infern s'assimila a una espècie de purgatori. El dolor ve de la pèrdua de la vida, no d'una condemna. L'ànima podia dividir-se, de manera que la part pura ascendís al paradís i l'altra romangués a l'inframon. La càbala és la principal font per apropar-se a l'infern jueu.

## La mitologia nòrdica
A la cultura escandinava, l'infern era un lloc desèrtic i fred on regnava la deessa Hel (d'aquí el nom de Hell [infern] en anglès). Allà anaven totes les ànimes que no aconseguien l'honor d'entrar al Valhalla.

## L'infern cristià

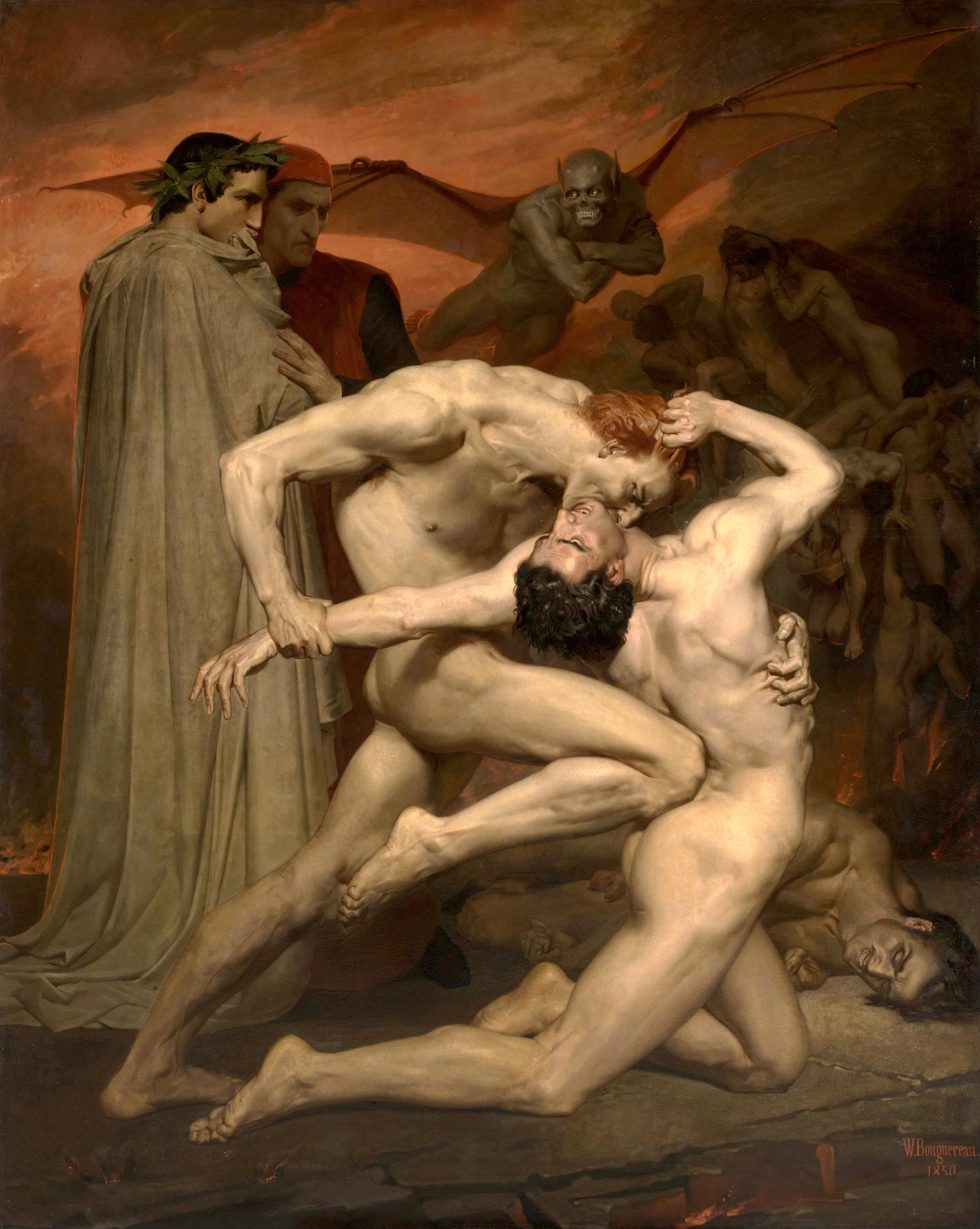
Dante i Virgili a l'infern - William-Adolphe Bouguereau (1850)

L'infern del cristianisme assoleix definitivament el significat de lloc de condemna eterna pel pecat que ha acompanyat la persona en vida. És la llar dels dimonis, governada per Satanàs o Llucifer, l'àngel caigut. Una descripció molt completa dels diferents estatges infernals es troba a l'obra cimera de la literatura renaixentista: La Divina Comèdia de Dante Alighieri. És un indret ple de foc i de dolor, on abunden les tortures i la por. Les visions de l'Apocalipsi i de diversos passatges de la Bíblia han estat usades per configurar mentalment l'aspecte de l'infern.
La teologia ortodoxa refusa aquesta imatge popular i explica que l'infern no és un indret físic, sinó un estat, i la pena ve de la privació de Déu. Les crítiques dels creients a l'infern afirmen que no pot existir l'infern si Déu és just i té misericòrdia, com ensenyen les Escriptures.

## L'islam
Igual que el cristianisme, l'islam preveu un judici final. Les ànimes travessen el pont Sirat cap al Paradís i els pecadors cauen a les flames eternes. A Les mil i una nits s'explica l'estructura d'aquest món, estructurat en pisos diferents separats entre ells per distàncies que triguen més de mil anys a ser recorregudes. L'Alcorà també conté descripcions dels turments que patiran els condemnats.

## Les religions orientals
Budisme i hinduisme han desenvolupat la seva pròpia visió infernal, si bé no ocupa un lloc tan central com a les altres religions. De fet, moltes vegades l'autèntica tortura és viure i anar-se reencarnant en successius cossos, per tant l'infern és molt proper a la Terra i el paradís és allunyar-se d'aquest cicle.
Veure la mitologia d'Izanami i Izanagui japonesa on l'infern japonès Yomi, passa a ésser Yomi-no-kumi, on es deixen de torturar les ànimes a ésser purificades semblant al purgatori cristià.